# Maison de L'Amitie
A Maison de L'Amitie (Casa da Amizade) era uma propriedade francesa no estilo da regência em Palm Beach, Flórida, demolida em 2016. A área era de cerca de 270 000 pés quadrados (25 000 m2) e delimitava um comprimento de 492 pés (150 m) no Oceano Atlântico. Era uma das maiores e mais caras residências dos Estados Unidos. O palácio neoclássico tinha uma área de 62 000 pés quadrados (5 800 m2) e seus anexos tinham uma área de 81 740 pés quadrados (7 600 m2). A Maison de L'Amitie tinha três dependências: um celeiro e duas casas para os hóspedes, além de piscina e banheira de hidromassagem. Além da piscina, havia um anexo com dois quartos e banheiro. Uma cocheira ficava perto do portão de entrada e a terceira dependência ficava na beira de um pátio. A propriedade também incluía uma casa de tênis de 82 000 pés quadrados (7 600 m2).

## Interior
A Maison de L'Amitie tinha dezoito quartos, 22 banheiros, salão de festas, sala de mídia e galeria de arte. Atrás da porta havia uma sala com uma área de 4 090 pés quadrados (380 m2) com amplas janelas com vista para o oceano. Os quartos tinham tetos de dezoito a 36 pés de altura e tinham acabamento em mármore e granito. Ouro e diamantes foram usados nos banheiros. A cozinha tinha móveis de mogno e utensílios de aço inoxidável. A Maison de L'Amitie também tinha uma garagem para quase cinquenta carros.
Durante uma visita à propriedade em 2007, o repórter Jose Lambiet observou atalhos e falhas, incluindo janelas de furacão à prova de balas suspeitas e finas e acessórios de ouro nos banheiros que eram apenas pintados de ouro. Lambiet disse que a propriedade tinha mofo persistente e era difícil condicionar o ar.

## História
A propriedade da Maison de L'Amitie era anteriormente propriedade do membro da família Dun & Bradstreet, Robert Dun Douglass. Foi vendido ao magnata Harrison Williams em 1930. O proprietário Jayne Wrightsman vendeu a casa em 1 de maio de 1985, por dez milhões de dólares para a Les Wexner. Três anos depois, em 27 de maio de 1988, foi vendida ao magnata do lar de idosos Abraham "Abe" D. Gosman por 12.089.500 dólares. Gosman construiu a mansão Maison de L'Amitie na propriedade. Em 30 de julho de 1999, a casa foi colocada em nome de sua esposa, Linda C. Gosman. Depois que Abe Gosman entrou com um pedido de falência no Capítulo 7 em 2003, a propriedade foi leiloada em 2004.
Em 7 de janeiro de 2005, o empresário Donald Trump comprou a casa por 41,35 milhões de dólares, superando Jeffrey Epstein. Trump listou a casa no início de 2006 por 125 milhões de dólares. Um funcionário da Trump Properties, na Flórida, disse que Trump gastou 25 milhões de dólares em reformas, enquanto o próprio Trump afirmou ter gasto cerca de três milhões de dólares na reforma da casa. Em março de 2008, depois de percorrer vários corretores imobiliários, Trump reduziu o preço pedido para cem milhões de dólares. Em 16 de julho de 2008, Trump vendeu a casa ao bilionário russo Dmitry Rybolovlev através de sua County Road Property LLC, por 95 milhões de dólares. Na época, era a venda de imóveis residenciais mais cara a ocorrer nos Estados Unidos. Os Rybolovlev tentaram garantir um desconto de 25 milhões de dólares para a propriedade.
Rybolovlev comprou a casa confiante. Durante o processo de divórcio dos Rybolovlevs, Dmitry negou a propriedade direta ou indireta da casa em um depoimento de 2011. A casa permaneceu vazia desde a compra.
Em 2013, uma avaliação da casa em Palm Beach County avaliou em 59,8 milhões de dólares. Rybolovlev disse em 2013 que queria demolir a casa. Ele o descreveu como uma oportunidade de dividir a terra em lotes menores. Um plano para demolir a residência foi aprovado pela comissão de arquitetura de Palm Beach em abril de 2016. O Conselho Municipal de Palm Beach aprovou uma proposta para subdividir a propriedade em três parcelas de cerca de dois acres cada. Uma parcela de 2,35 acres (0,95 hectares) vendida por 34,34 milhões de dólares.